# René Germanier
René Germanier (* 1929; † 25. Dezember 1986) war ein Schweizer Mikrobiologe. Er war Direktor am Schweizerischen Serum- und Impfinstitut Bern und Honorarprofessor für allgemeine Mikrobiologie an der Universität Bern.
Germanier entwickelte mit Emil Fürer in den 1970er Jahren einen Impfstoff gegen Typhus, der auf lebenden (statt wie bis dahin abgetöteten) Typhuserregern basierte. Sie entwickelten dazu einen abgeschwächten, genetisch veränderten Bakterienstamm Ty21A. Der Impfstoff wurde durch Germanier und andere erfolgreich in Chile getestet.
1984 erhielt er den Emil-von-Behring-Preis.

## Schriften (Auswahl)
- (Herausgeber) Bacterial vaccines, Academic Press 1984.